# Karaf Poshteh
Karaf Poshteh (persiska: Korf Poshteh-ye Tāzehābād, کرف پشته) är en ort i Iran.   Den ligger i provinsen Gilan, i den nordvästra delen av landet, 210 km nordväst om huvudstaden Teheran. Karaf Poshteh ligger 71 meter över havet och antalet invånare är 192.
Terrängen runt Karaf Poshteh är platt åt nordväst, men åt sydost är den kuperad.Runt Karaf Poshteh är det ganska tätbefolkat, med 155 invånare per kvadratkilometer. Närmaste större samhälle är Lāhījān, 14,9 km nordost om Karaf Poshteh. I omgivningarna runt Karaf Poshteh växer i huvudsak blandskog.